# Love: Destiny
Love: Destiny es un EP del grupo femenino de R&B Destiny's Child, que contiene temas inéditos y remezclas de sus dos discos The Writing's on the Wall (1999) y Survivor (2001). Target Corporation lo vendió exclusivamente junto con Survivor.
El disco tuvo un comercial promocional dirigido por Joseph Kahn quién también lo hizo en los videos musicales de los sencillos «Say My Name» y «Jumpin', Jumpin'» videos. Se usó una versión de «Bootylicious (Love: Destiny Version)» con letras diferentes a la del álbum.

## Lista de canciones
1. «My Song» (Knowles, B./Wiggins, D./Rotem, J.) – 4:02
2. «Bootylicious» (Love: Destiny Version) (Knowles, B./Fusari, R./Moore, F./Nicks, S.) – 3:25
3. «Survivor» (Victor Calderone Club Mix) (Knowles, B./Dent, A./Knowles, M.) – 9:26
4. «Bug a Boo» (Refugee Camp Remix) (featuring Wyclef Jean) (Briggs, K./Kandi/Knowles, B./Luckett, L./Roberson, L./Rowland, K./Parker, L.) – 4:02
5. «So Good» (Digital Black-N-Groove Club Mix) (Briggs, K./Kandi/Knowles, B./Luckett, L./Roberson, L./Rowland, K.) – 7:43
6. «Say My Name» (Timbaland Remix) (con Timbaland y Static) (Jerkins, R./Jerkins III, F./Daniels, L./Knowles, B./Luckett, L./Roberson, L./Rowland, K./Mosley, T./Garrett, S.) – 5:01
7. «Jumpin', Jumpin'» (So So Def Remix) (con Jermaine Dupri, Da Brat & Lil Bow Wow) (Moore, R./Elliot, C./Knowles, B./Dupri, J./Da Brat) – 3:45

- Fuente:[1]